# Shane Gould
Shane Elizabeth Gould (Sydney, Austràlia 1956) és una nedadora australiana, ja retirada, guanyadora de cinc medalles olímpiques.

## Biografia
Va néixer el 23 de novembre de 1956 a la ciutat de Sydney, població situada a l'estat de Nova Gal·les del Sud.
Fou nomenada membre de l'Imperi Britànic l'any 1981.

## Carrera esportiva
Especialista en la modalitat de crol i estils, va participar als 15 anys en els Jocs Olímpics d'Estiu de 1972 realitzats a Múnic (Alemanya Occidental), on va aconseguir guanyar la medalla d'or en les proves de 200 m. lliures, 400 m. lliures i 200 metres estils, establint sengles rècords del món en cada prova: 2:03.56 m., 4:19.04 m. i 2:23.07 minuts respectivament; la medalla de plata en la prova de 800 metres lliures i la medalla de bronze en els 100 metres lliures. Així mateix participà en els relleus 4x100 metres lliures, on finalitzà vuitena amb l'equip australià.
En els Jocs Olímpics d'Estiu de 2000 realitzats a Sydney (Austràlia) fou una de les encarregades de ralitzar els últims relleus de la torxa olímpica dins de l'Estadi Olímpic de Sydney, abans de ser encès el peveter olímpic per part de Cathy Freeman.